# Nicocles abdominalis
Nicocles abdominalis là một loài ruồi trong họ Asilidae. Nicocles abdominalis được Williston miêu tả năm 1883. Loài này phân bố ở vùng Tân Bắc giới.